# かごしま熱帯植物園
かごしま熱帯植物園（かごしまねったいしょくぶつえん）は、鹿児島県鹿児島市与次郎一丁目にかつてあった植物園。鹿児島熱帯植物園 、 鹿児島熱帯植物公園 としても知られていた。 
庭園は1971年に設立され、ヤシの木、ラン、サボテンなど、世界各地の熱帯植物があった。
2006年1月に閉園。